# 霍夫曼角
79°20′S 160°30′E / 79.333°S 160.500°E
霍夫曼角（英語：Hoffman Point），是南極洲的海岬，位於維多利亞地的希拉里海岸，處於貝爾托里奧冰川終點南岸，美國地質調查局根據測量和該國海軍的空中照片繪入地圖，現時由南極條約體系管理。